# 松木宗顯
松木宗顯（1659年1月2日—1728年6月5日），是江戶時代中期的公卿，也是藤原北家中御門流堂上家的松木家（中御門家）當主；東山天皇的舅父（天皇的母親松木宗子是他的姊姊）。

## 生涯
松木宗顯在萬治元年十二月（合1659年）出生，是父母松木宗條及河鰭氏（河鰭基秀女）的獨子，寬文元年（1662年）敘爵從五位下；經任侍從、左近衛中將、藏人頭、參議與左大弁後，在天和二年（1682年）昇敘從三位，位列公卿。
及後他也擔任過踏歌節會外弁、權中納言、神宮傳奏和權大納言。正德五年（1716年）接受准大臣宣下，到享保十一年（1726年）短暫出任內大臣。
享保十三年（1728年）他逝世，享年69歲。